# Departament de Carazo
El departament de Carazo és un departament de Nicaragua. La seva capçalera departamental és Jinotepe.

## Geografia
Està situat a la zona central de la regió del pacífic, al Sud de la capital Managua, prop de la cadena de volcans de Nicaragua, però és l'únic departament de la regió que no té cons volcànics. És uns dels departaments més petits quant a territori del país.
És conegut per les seves belles platges i per les festivitats religioses que es donen gairebé tot l'any, les més importants són les Festes Patronals de Sant Sebastià, a Diriamba en el mes de Gener, les Festes patronals de sant Marc patró de la ciutat del mateix nom en el mes d'abril i les festes de Santiago Apòstol Patró de Jinotepe, festes patronals per excel·lència del departament.
Aproximadament 177 000 habitants viuen en ell. Els noms de les ciutats són més coneguts que el departament.
El seu clima és fresc i està situat en un altiplà 700 metres sobre el nivell del mar.

## Divisió administrativa
Té tres centres urbans principals: Jinotepe, Diriamba i San Marcos.

### Municipis
Té 8 municipis en total: 
| Ciudad           | Población en 2012 |
| ---------------- | ----------------- |
| Diriamba         | 62 631            |
| Dolores          | 7 822             |
| El Rosario       | 6 676             |
| Jinotepe         | 50 812            |
| La Conquista     | 4 008             |
| La Paz de Carazo | 5 355             |
| San Marcos       | 31 652            |
| Santa Teresa     | 17 942            |